# Загублена принцеса
«Загублена принцеса» (англ. The Lost Princess: A Double Story) — дитячий фентезійний роман шотландського письменника Джорджа Макдональда, вперше опублікований 1875 року під назвою «Мудра жінка: причта».
У казці описано, як жінка з таємничими здібностями відвідує двох дуже різних молодих дівчат: одна з яких — принцеса, інша — дочка вівчарки. Критики розглядали роман як такий, що випереджає свій час у питанні виховання.

## Сюжет
В один і той же день на світ з'явилася у розкоші принцеса Розамонд, а також Агнес, дочка звичайних пастухів, обоє однак зіпсовані власними батьками. Обидві дівчини невдовзі виростають у самовпевнених тиранів, які роблять своїх батьків нещасними. Таємнича Мудра жінка приходить до королівського палацу та викрадає Росмонд, приводить її до таємної хижі глибоко в лісі, де Розамонді вперше в житті потрібно працювати, щоб отримати їжу. Поступово Розамонда вчиться підкорятися Мудрій жінці, хоч й робить це зухвало. Завдяки застосуванню поєднання магії, дисципліни та доброти Розамонда соромиться своєї неслухняної поведінки. Одного разу, коли Мудра жінка залишає її в спокої, Розамонда натрапляє на магічну галерею прихованих портретів. Перебравшись через одну з картин, вона опиняється на схилі пагорба біля будинку Агнес.
Одразу ж після втечі Розамонди, Мудра жінка викрадає Агнес зі стада худоби, яке вона випасає, та приводить її до свого будиночку. Усі зусилля Мудрої жінки змінити її звелися нанівець, оскільки Агнес набагато потаємніша, ніж Розамонда: вона, будучи зовні слухняною, є морально принизливою, ретельно продуманою та самоцентричною. Агнес теж відкриває галерею портретів, де її зацікавлює зображення королівського палацу. Вона переступає через картину й пробирається до палацу, де Король і Королева все ще шукають свою дочку. Король та королева відправили Агнес працювати на кухню, де вона намагається довести свою прихильність, натякаючи, що знає, де загублена принцеса. Врешті-решт Король і Королева здогадуються про це та відправляють солдатів знайти батьків Агнес й привезти їх до палацу.
Батьки ж Агнес шукають свою зниклу дочку лише для того, щоб виявити Розамонду, загублену в пустелі. Вони допомагають їй покращити стан здоров'я та вирішують залишити замість Агнес. Спочатку Розаманда справді намагається бути доброю, але поступово повертається до своїх старих шкідливих звичок, допоки її не попросять піти. Розамонда вирішує повернутися до палацу, щоб знову воз'єднатися з батьками, але губиться в лісі, проте її рятує Мудра жінка. Тепер Розамонда справді бажає стати кращою людиною й просить допомоги Мудрої жінки. 
Мудра жінка піддає Розамонду низку магічних випробувань, усі вони зазнають невдач; проте Мудрій жінці рекомендується бачити, що принцеса докладає все більших зусиль з кожною новою спробою. Нарешті Мудра жінка показує їй дорогу додому через чарівну галерею.
У цей момент батьки Агнес звинувачуються у викраденні втраченої принцеси і знаходяться на тортурах. Розамонда вривається до зали суду, щоб висловитись на їх захист, але вона настільки перероблена, що батьки відмовляються вірити, що це їх дочка. Проте з’являється Мудра жінка й звинувачує Короля і Королеву в такій поверховості, що вони не можуть визнати доброти, коли вона стоїть перед ними. Вона насилає на них прокляття сліпотою, допоки вони не змінять свій життєвий шлях. Розамонда добровільно погоджується піклуватися про своїх батьків, як Мудра жінка піклувалася про неї, допоки вони не вилікуються.
Мудра жінка повертає Агнес до батьків. Оскільки батьки Агнес виховали її такою, якою вона є зараз, Агнес тепер і є їх покаранням. Вівчар просить його відвезти до будинку Мудрої жінки, щоб навчитися бути кращою людиною та батьком, а Мудра жінка погоджується забрати чоловіка. Перш ніж поїхати з вівчарем, Мудра жінка обіцяє Розамонді, що вона завжди буде поруч, якщо дівчина потребуватиме її допомоги.

## Екранізація
У 2011 році «Загублена принцеса» була екранізована у повнометражний художній фільм незалежного режисера.